# ウォーリーをさがせ!
『ウォーリーをさがせ!』（Where's Wally?, 北米版タイトルは Where's Waldo?）は、1987年にイギリス人イラストレーター、マーティン・ハンドフォードによってイギリスで出版された絵本である。日本版の版元はフレーベル館。シリーズ名は『ウォーリーのえほん』。

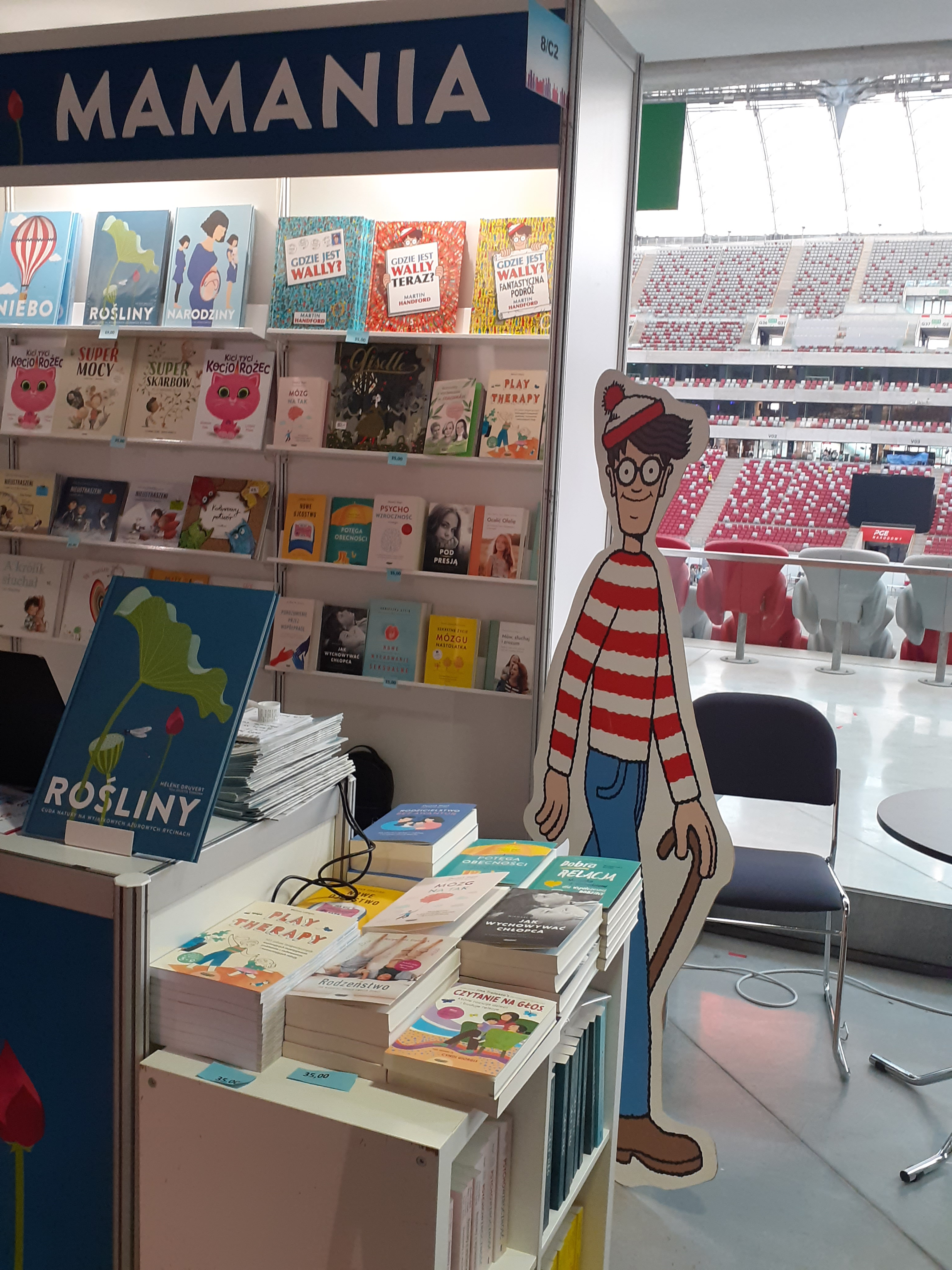
書店のディスプレイ

## 概要
人が入り乱れた絵の中からウォーリーや仲間たち、巻物などを見つけ出す。

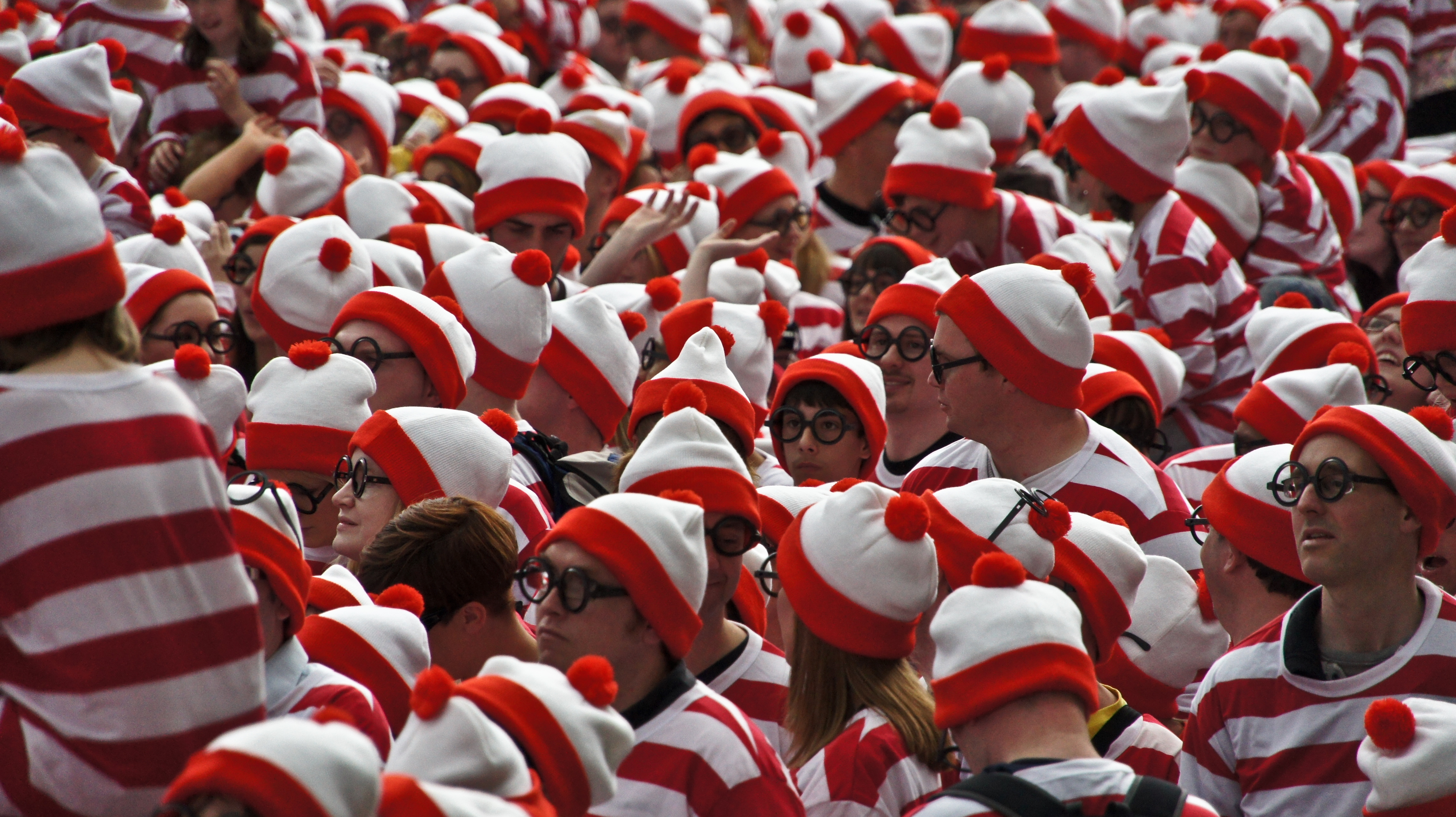
2011年アイルランドのダブリンで行われたウォーリーを探せ!の世界記録イベント

世界20か国で発売され大ブームを巻き起こし、2020年3月時点で日本国内シリーズ累計発行部数は1000万部を、全世界シリーズ累計発行部数は6500万部をそれぞれ突破している。
2018年時点での日本語版の累計発行部数は以下の通り（『新 - 』『NEW - 』といった改訂版を含む）。
1. 『ウォーリーをさがせ!』 - 230万部[3]
2. 『タイムトラベラーウォーリーをおえ!』 - 203万部[3]
3. 『ウォーリーのふしぎなたび』 - 213万部[3]
4. 『ウォーリーハリウッドへいく』 - 134万部[3]
5. 『ウォーリーのゆめのくにだいぼうけん!』 - 122万部[3]
6. 『ウォーリーをさがせ! きえた名画だいそうさく!』 - 20万部[3]
7. 『ウォーリーをさがせ! 謎のメモ大追跡!』 - 11万部[3]

また、巻末にはウォーリー以外で探してほしい人の一覧がページごとに載っており、読者を飽きさせない工夫が凝らされている。

## 登場人物
ウォーリー (Wally)
本作の主人公。赤と白の縞模様の服・長靴下・帽子、ジーパンを身に着て、眼鏡をかけて杖を突いている。茶髪で、細長い体型。しろひげの命令で、あらゆる異世界に行っては命令を遂行している。常に笑顔で、明るく聡明。アニメでは魔法使いのおじいさんから依頼を受け、おじいさんから託された魔法の杖で異世界の事件を解決していくが、並大抵のことでは驚いたり、怖気づいたりしないタフな精神を持つ。
日本版での呼称は原著と同じ「ウォーリー」であるが、北米版は「Waldo」（ウォルド）、フランス版は「Charlie」（シャルリ）、ドイツ版は「Walter」（ワルター）など、他国版では呼称が変更されているものもある。
ウーフ (Woof)
白い犬。ウォーリーと同じような服を身に着けている。作品中にはしっぽしか登場しない。アニメ版では片語だが言葉が話せる。また、赤と白の縞模様だったしっぽが白一色になっている。
ウェンダ (Wenda)
ウォーリーのガールフレンド。ウォーリーと同じような服を身に着けており、下半身のみ専用のデニムのスカートと紅と白の縞模様のタイツを履いている。杖は持っていない。作品によっては名前が「ウィルマ」になっている。1991年版のアニメでは映画館の受付を行っており、彼女が持ち込んだカメラで事件を解決したことがある。2019年版のアニメでは黒人に設定が変更され、原作とキャラクターデザインが大きく異なる。
しろひげ (Wizard Whitebeard)
魔法使い。赤い服、青い帽子を着ている。赤・白・青の杖を突いている。白髭をとても長く伸ばしている。アニメでは「魔法使いのおじいさん」という名前で統一され、様々な世界で起きている事件の解決をウォーリーに依頼し、解決へのヒントを教えて居なくなるが、話によってはモブキャラクターとして登場することもある（その時は赤と白の縞模様のポールを持っている）。
オドロー (Odlaw)
ウォーリーに外見が似た悪役。黄色と黒の縞模様の服と帽子、黒い長ズボンを着ていて、灰色のレンズの眼鏡をかけ、口髭を生やしている。ウォーリーの杖を狙うが、いつも失敗ばかり。作品によっては「オズロー」と表記されている。アニメではその話の悪役と共同戦線を張ることもあるが、大抵は邪魔者扱いされてしまったり終始物語に加わること無く知らず知らずに酷い目に遭ったりするのがほとんどである。また、ウォーリーたちと同じく丸形だった眼鏡が半円型になっている。2019年版のアニメではオドルルという少女に設定が変更され、デザインは原作版のウェンダに近いものとなった。
ウォーリー親衛隊（しんえいたい） (Wally Watchers)
リメイク版『新ウォーリーのえほん』シリーズから登場。ウォーリーに付いていく総勢25人の子供の集団。ウォーリーと同じ服装をしているが眼鏡はかけていない。作品中には1、2ページに1人はいる。また、それぞれの絵本で親衛隊のうちの1人が必ずポンポンを落としている。

## タイトル（日本語版）
1. 『ウォーリーをさがせ!』 - 1987年、ISBN 4-577-00556-5
  - 『新ウォーリーをさがせ!』 - 2000年、ISBN 4-577-02080-7
  - 『NEWウォーリーをさがせ!』 - 2017年、ISBN 978-4-577-04477-3
2. 『タイムトラベラーウォーリーをおえ!』 - 1988年、ISBN 4-577-00560-3
  - 『新タイムトラベラー ウォーリーをおえ!』 - 2000年、ISBN 4-577-02081-5
  - 『NEWタイムトラベラー ウォーリーをおえ!』 - 2017年、ISBN 978-4-577-04479-7
3. 『ウォーリーのふしぎなたび』 - 1989年、ISBN 4-577-00561-1
  - 『新ウォーリーのふしぎなたび』 - 2000年、ISBN 4-577-02082-3
4. 『ウォーリーのおもしろゲームブック』 - 1991年、ISBN 4-577-00563-8
5. 『ウォーリーハリウッドへいく』 - 1993年、ISBN 4-577-00598-0
  - 『新ウォーリーハリウッドへいく』 - 2000年、ISBN 4-577-02083-1
6. 『ウォーリーとあそぼう! びっくりどっきりゲームブック(1)』- 1994年、ISBN 4-577-01036-4
7. 『ウォーリーとあそぼう! びっくりどっきりゲームブック(2)』 - 1994年、ISBN 4-577-01037-2
8. 『ウォーリーのゆめのくにだいぼうけん!』 - 1997年、ISBN 4-577-01812-8
  - 『NEWウォーリーのゆめのくにだいぼうけん!』 - 2017年、ISBN 978-4-577-04478-0
9. 『ウォーリーをさがせ! きえた名画だいそうさく!』 - 2006年、ISBN 4-577-03162-0
  - 『NEWウォーリーをさがせ! きえた名画だいそうさく!』 - 2017年、ISBN 978-4-577-04480-3
10. 『ウォーリーをさがせ! 謎のメモ大追跡!』 - 2010年、ISBN 978-4-577-03850-5
11. 『ウォーリーをさがせ! クイズ&ゲームブック』 - 2014年、ISBN 978-4-577-04191-8
12. 『ウォーリーをさがせ! THE COLOURING BOOK ぬりえブック』 - 2016年、ISBN 978-4-577-04394-3
13. 『ウォーリーをさがせ! THE TREASURE HUNTたからさがしブック』 - 2017年、ISBN 978-4-577-04522-0
14. 『ウォーリーをさがせ! THE COLOURING COLLECTION』 - 2017年、ISBN 978-4-577-04578-7

ポケット判
1. 『ポケット判 ウォーリーをさがせ!』 - 1995年、ISBN 4-577-01459-9
  - 『ポケット判 新ウォーリーをさがせ!』 - 2002年、ISBN 4-577-02482-9
2. 『ポケット判 タイムトラベラー ウォーリーをおえ!』 - 2002年、ISBN 4-577-01460-2
  - 『ポケット判 新タイムトラベラー ウォーリーをおえ!』 - 2002年、ISBN 4-577-02483-7
3. 『ポケット判 ウォーリーのふしぎなたび』 - 1996年、ISBN 4-577-01697-4
  - 『ポケット判 新ウォーリーのふしぎなたび』 - 2002年、ISBN 4-577-02484-5
4. 『ポケット判 新ウォーリーハリウッドへいく』 - 2002年、ISBN 4-577-02485-3
5. 『ポケット判 ウォーリーのゆめのくにだいぼうけん!』 - 2004年、ISBN 4-577-02991-X

大型絵本
1. 『大型絵本 新ウォーリーをさがせ!』 - 2004年、ISBN 4-577-02761-5
2. 『大型絵本 新ウォーリーハリウッドへいく』 - 2004年、ISBN 4-577-02762-3

## テレビアニメ

### 1991年版
1991年9月14日から同年12月14日までアメリカ合衆国のCBSで全13話のテレビ版が放送された。ウォーリーの声はタウンゼンド・コールマンが担当している。日本では1992年4月1日から4月12日まてWOWOWで先行放送され、同年7月21日から8月7日までTBSの『夏休みアニメフェスタ』（平日10:00の『三井奥さま劇場』内）の第2部（第1部は『少年アシベ』の再放送）で放送された。日本語版のウォーリーは堀内賢雄が担当。堀内はウォーリーがタウンページのテレビCMなどで採用されたときなども声をあてている。
各話のタイトルは次のとおり。
| 話数 | タイトル                      | 邦題                                 | 脚本                                  |
| ---- | ----------------------------- | ------------------------------------ | ------------------------------------- |
| 1    | Ahead of the Future           | ウォーリーとロボットNo.9             | ジョージ・アトキンス                  |
| 2    | Draining the Deep             | ウォーリーと人魚と海の仲間たち       | ビル・マテニー デヴィッド・シュワルツ |
| 3    | Forest Women                  | ウォーリーと森の女たち               | ロウビー・ゴレン                      |
| 4    | The Great Ball Game           | ウォーリーとボールゲーム             | デヴィッド・シュワルツ                |
| 5    | It's a Gruel, Gruel World!    | ウォーリーとおなかがすく国           | ビル・マテニー イーヴリン・AR・ガバイ |
| 6    | The Land of the Carpet Flyers | ウォーリーと空飛ぶじゅうたん大レース | ジュリアン・クレム                    |
| 7    | The Land of the Lost Pyramid  | ウォーリーとピラミッドの秘密         | ジョージ・アトキンス                  |
| 8    | The Living Exhibits           | ウォーリーと盗まれた宝物             | ビル・マテニー デヴィッド・シュワルツ |
| 9    | My Left Fang                  | ウォーリーとよわむし吸血鬼           | ロウビー・ゴレン                      |
| 10   | A Stone Age Story             | ウォーリーと動物たちのストライキ     | ビル・マテニー デヴィッド・シュワルツ |
| 11   | The Underground Hunters       | ウォーリーとドラゴンは友達           | ビル・マテニー デヴィッド・シュワルツ |
| 12   | The Unfriendly Giant          | ウォーリーといじわる大男             | ビル・マテニー デヴィッド・シュワルツ |
| 13   | Viking Fling                  | ウォーリーと魔法のホルン             | ロウビー・ゴレン                      |

#### 声の出演
- ウォーリー：タウンゼンド・コールマン/堀内賢雄
- オドロー：ジュリアン・ホロウェイ/富山敬→中尾隆聖
- ウーフ：デイヴ・ワークマン/桜井敏治
- 魔法使い：ブラッド・ギャレット/矢田稔
- ナレーター：ジム・カミングス/松宮一彦

#### スタッフ
- 原作 - マーティン・ハンドフォード
- ストーリーエディター - ビル・マテニー
- 音楽 - マイケル・タヴェラ
- 音響監督 - スーザン・ブルー
- アニメーション制作 - 世映動画
- 製作 - DICエンターテイメント、ウェルド・ムービー・カンパニー

| TBS 三井奥さま劇場                                             | TBS 三井奥さま劇場                                                                    | TBS 三井奥さま劇場                                                                                    |
| 前番組                                                         | 番組名                                                                                | 次番組                                                                                                |
| -------------------------------------------------------------- | ------------------------------------------------------------------------------------- | --- |
| 女子高生!キケンなアルバイト （再） （1992年7月16日 - 7月20日） | 夏休みアニメフェスタ少年アシベ（再） + ウォーリーをさがせ! （1992年7月21日 - 8月7日） | 夏休みアニメフェスタ少年アシベ（再） 【引き続き継続】 + OH!MYコンブ（再） （1992年8月10日 - 8月21日） |

### 2019年版
2019年7月20日からアメリカ合衆国のUniversal Kids→Peacockで放送されており、1991年版のリブート作品でもある。
本作は少年時代のウォーリーを描いた作品で、一人前の魔法使いになるために世界を飛び回るというストーリー構成となっている。このためキャラクターデザインや設定が原作や1991年版と大きく異なっている。
日本での放送は2021年8月8日からディズニー・チャンネルにて開始された。

#### 声の出演
- ウォーリー：ジョシュア・ラッシュ/入野自由
- ウェンダ：ヘイリー・チュー/飯沼南実
- オドルル：エバ・カールトン/西川舞
- 魔法使い：トーマス・レノン/武田幸史
- フェレットのフリッツ：ピョートル・マイケル/松本健太

#### スタッフ
- 原作 - マーティン・ハンドフォード
- 共同プロデューサー - F・M・デ・マルコ、ジョン・テレジェン
- アニメーション制作 - ドリームワークス・アニメーション
- 製作 - ドリームワークス・アニメーション

## テレビゲーム版
- ウォーリーをさがせ! （1992年、セガ、アーケードゲーム）
- ウォーリーをさがせ! 絵本の国の大冒険（1993年、トミー、スーパーファミコン）
- ウォーリーをさがせ! THE MEDAL（2008年、セガ、アーケードゲーム）

## ウォーリーをCMに起用した日本企業
- シャープ
- 日興證券（後のSMBC日興証券）
- NTT（タウンページ）
- アットホーム（2017年12月より）

## 類似作品
- 日本では「とこちゃんは どこ」（作：松岡享子、画：加古里子、1970年4月1日発行、福音館書店）という、本書と同様に絵の中から主人公を探し出す絵本が出版されている。「ウォーリーをさがせ!」より17年早い。
- 安野光雅の「旅の絵本」（1977年初版）で各ページに描かれた小さな旅人をさがし出す遊びが1970年代後半に流行したことや、安野光雅が1984年に国際アンデルセン賞を受賞したこともあり、当初日本では「旅の絵本のパクリ」と言われた。
- ミッケ!
- 小学館は本の中からポケモンを探す同種の絵本「ポケモンをさがせ！」シリーズを1998年から出版し始め、ポケットモンスター ソード・シールドのポケモンが登場する「ポケモンをさがせ！　あたらしいぼうけん」(2021年発行)まで14作品出版した。
- イギリスでは2009年に、BBCの人気番組『トップ・ギア』に登場するスティグを主人公とした『Where's Stig?』という同種の書籍が発売されている。

## 備考
- 北米版第1作 Where's Waldo? は、アメリカのいくつかの図書館・学校から受け入れを拒絶された。理由はトップレスの女性が描かれていることによるが、1997年の改訂版で修正された。また、宗教上の問題や危険行為を誘発させるイラストについては改訂版で修正が行われている[9]。
- 初版のウォーリーは顔が下膨れであったが、以後の作品のウォーリーは顔がスッキリしている。『新ウォーリーをさがせ!』のウォーリーも作者本人の希望で中肉中背で描き直されている[10]。それ以外にも新シリーズではウォーリーの位置が変更されたり、一部の人物の服装などが修正されている。
- 映画「裸の銃を持つ男」シリーズ最終作第3弾、『裸の銃（ガン）を持つ男 PART33 1/3 最後の侮辱』（1994年）のラストシーンの劇場観客場面の中にウォーリーに扮した人物がいる。
- 『タイムトラベラーウォーリーをおえ!』には戦国時代の日本が登場する。日本語版の巻末のチェックリストには初版では「せんごくじだい」と書かれていたが、ミニ絵本版では「むかしのにほん」と変更されていた。
- 2017年10月8日、ハウステンボスにウォーリーの仮装をした4,626人が集結しギネス世界記録に認定された[11]。
- 『週刊少年ジャンプ』（集英社）2021年33、34合併号では『ウォーリーをさがせ! in ONE PIECE』のタイトルにて、同誌内にて連載中の漫画『ONE PIECE』とのコラボレーションが実施された。